# Brachytarsophrys intermedia
Brachytarsophrys intermedia är en groddjursart som först beskrevs av Smith 1921.  Brachytarsophrys intermedia ingår i släktet Brachytarsophrys och familjen Megophryidae. IUCN kategoriserar arten globalt som sårbar. Inga underarter finns listade.